# ادوارد لو
ادوارد لو (به فرانسوی: Édouard Levé) عکاس، نویسنده و هنرمند فرانسوی بود.

## زندگی
لو متولد اول ژانویهٔ ۱۹۶۵ بود. او فارغ‌التحصیل از دانشگاه کسب‌وکار ای‌اس‌اس‌ای‌سی فرانسه و هنرمندی خودآموخته بود. او از سال ۱۹۹۱ به نقاشی روی آورد و سپس به عکاسی رنگی پرداخت. لو در ۱۵ اکتبر ۲۰۰۷ به زندگی خود پایان داد.

## کتاب‌های ترجمه‌شده به فارسی
کتاب اتوپرترهٔ ادوارد لو با ترجمهٔ احسان لطفی توسط انتشارات حرفه هنرمند در ایران منتشر شده‌است.